# Journal of Chromatographic Science
Das Journal of Chromatographic Science, abgekürzt J. Chromatogr. Sci., ist eine wissenschaftliche Fachzeitschrift, die vom Oxford University-Verlag veröffentlicht wird. Die Zeitschrift erscheint mit zehn Ausgaben im Jahr. Es werden Artikel aus allen Bereichen der Chromatographie veröffentlicht.
Der Impact Factor lag im Jahr 2014 bei 1,363. Nach der Statistik des ISI Web of Knowledge wird das Journal mit diesem Impact Factor in der Kategorie analytische Chemie an 52. Stelle von 74 Zeitschriften und in der Kategorie biochemische Forschungsmethoden an 66. Stelle von 79 Zeitschriften geführt.